# Kỳ đà sa mạc
Kỳ đà sa mạc (danh pháp hai phần: Varanus griseus) là một loài thằn lằn trong họ Varanidae. Loài này được Daudin mô tả khoa học đầu tiên năm 1803.

## Hình ảnh

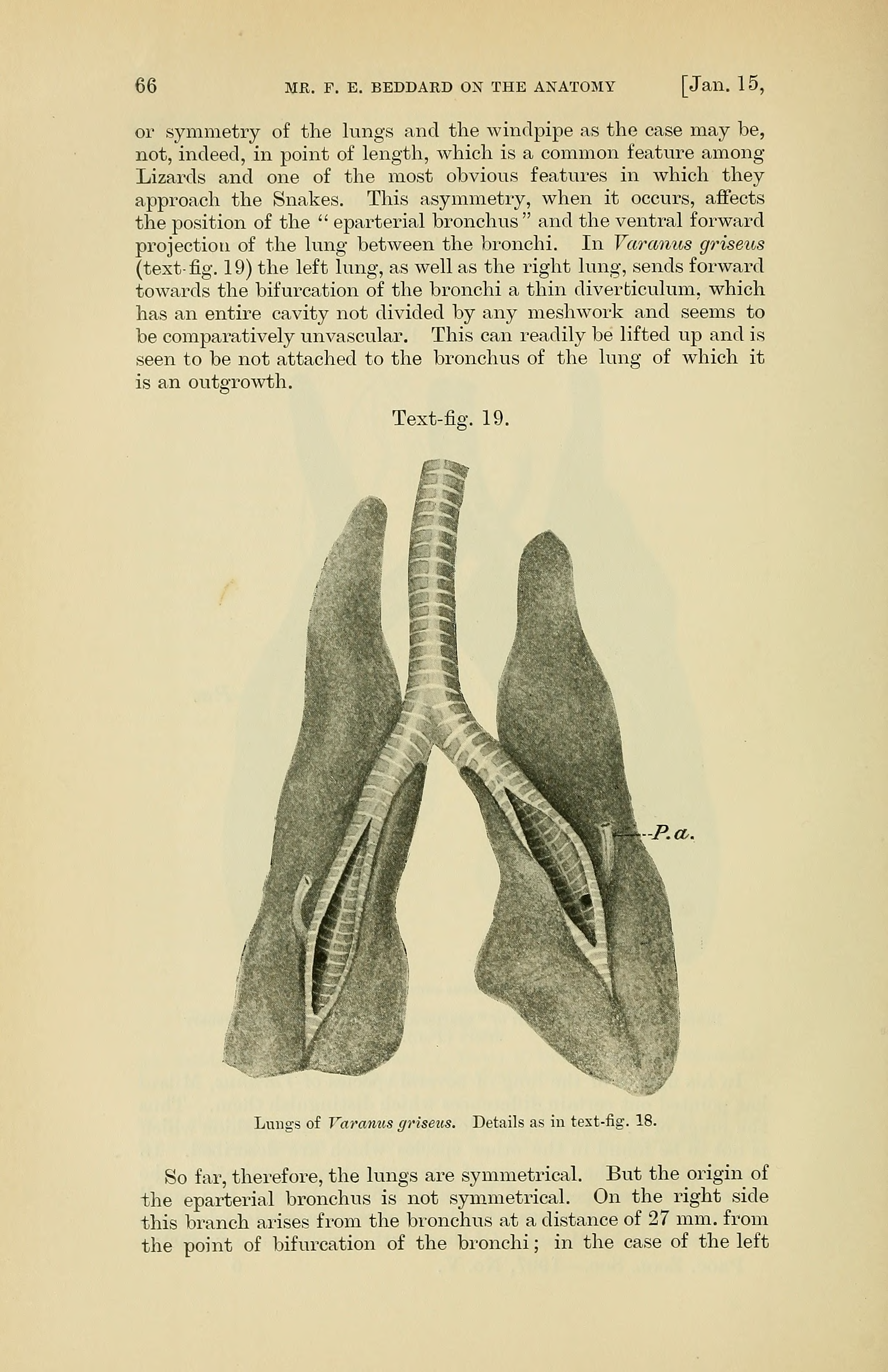
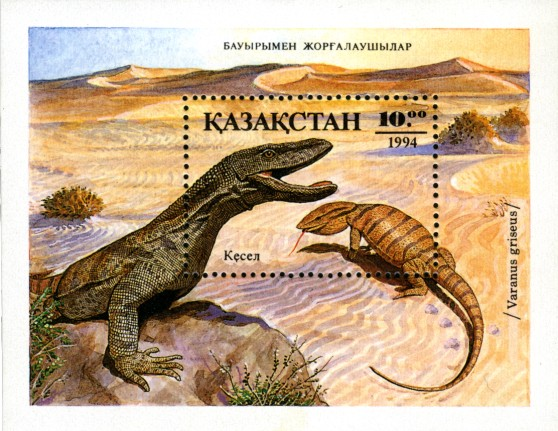
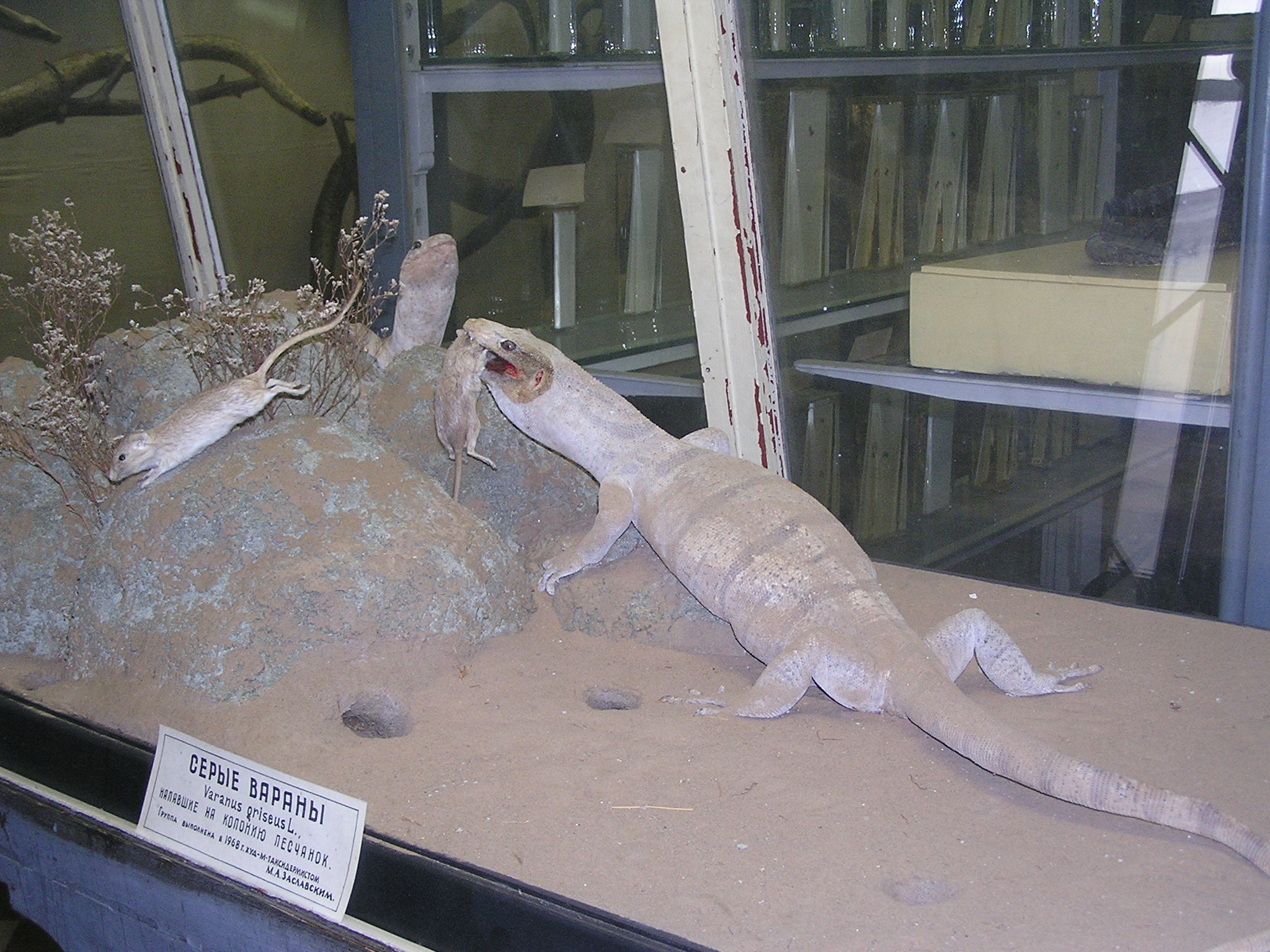